# Guillaume Dubufe

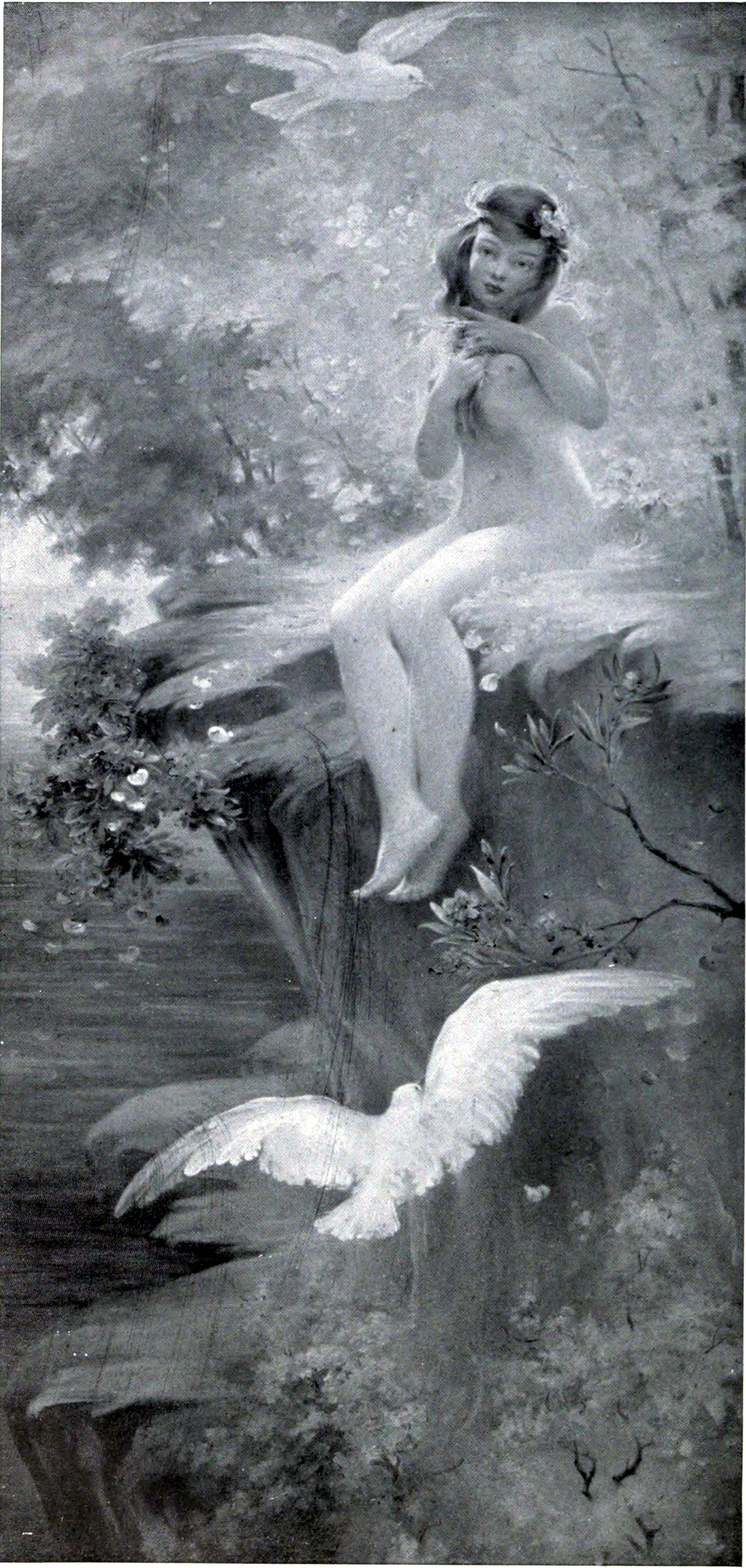
La primavera

Guillaume Dubufe (Parigi, 16 maggio 1853 – Buenos Aires, 25 maggio 1909) è stato un pittore francese.

## Biografia
Guillaume Dubufe vide la luce a Parigi in una famiglia di artisti. Suo padre era il pittore Édouard Louis Dubufe e sua madre la scultrice Juliette Dubufe, nata Zimmerman. Anche il suo nonno paterno, Claude Dubufe, era pittore, mentre suo zio da parte di madre era il compositore Charles Gounod.

Crescendo in un simile ambiente familiare, Guillaume non ebbe difficoltà ad immedesimarsi nel mondo dell'arte, e seguì la via della pittura e dell'immagine in generale: fu infatti anche illustratore e fotografo.
All'inizio seguì gli insegnamenti di suo padre e quelli di sua madre, che lo avvicinò alla scultura. Ma proprio sua madre, qualche anno dopo, morì di parto, dopo aver dato alla luce una bambina. 
La formazione d'artista di Guillaume proseguì in seguito sotto la guida di Alexis-Joseph Mazerolle e di Alexandre Cabanel all'École des beaux-arts di Parigi.
Nel 1875 Guillaume Dubufe sposò Cécile Woog. La coppia ebbe cinque figli, fra cui Juliette Dubufe-Wehrlé, che diventerà anche lei una pittrice.
In quell'occasione Dubufe ebbe la fortuna di poter acquistare il palazzo privato che il suo collega Roger Jourdain aveva appena fatto costruire. Eretto nel quartiere della Plaine-de-Monceaux, quartiere allora molto alla moda, il palazzetto, che era stato costruito nel 1878, si trovava nell’Avenue de Villiers.
Nel 1885, Guillaume Dubufe decorò il soffitto del foyer della Comédie-Française.
Assieme a tutta la famiglia, Dubufe trascorreva spesso dei lunghi periodi nella sua grande villa di Anacapri, dove realizzò dei quadri che rappresentavano la sua casa e che furono esposti nel 1906 nella Galleria Georges Petit di Parigi.
È anche probabile che, dal 1888 al 1890, egli lavorasse ad una serie di grandi tele sulla Vergine Maria. Nel 1891 realizzò la decorazione dei soffitti della Galleria Lobau nel Municipio di Parigi, della sala delle feste del Palazzo dell'Eliseo nel 1894, nonché della Biblioteca della Sorbona nel 1896. In quello stesso anno concepì e realizzò la decorazione del "Salon national des beaux-arts" di Parigi. Dubufe fu anche membro della delegazione della "Société nationale des beaux-arts" dal 1901 al 1905. Nel 1900, dipinse il pannello "Lione" per la grande sala del ristorante Le Train Bleu della Gare de Lyon di Parigi.
Nel 1905 il pittore Émile Friant (1863-1932), suo collega e amico, eseguì il suo ritratto. Il quadro si trova oggi al Museo d'Orsay.
Dal 1906 al 1909 Guillaume Dubufe realizzò la decorazione del Municipio di Saint-Mandé, in collaborazione con il pittore Édouard Rosset-Granger, allievo assieme a lui di Alexandre Cabanel nell'École des beaux-arts di Parigi. Lo stesso anno espose l'acquarello L'Amour et Psyché al Salon della "Société nationale des beaux-arts".

Nel 1909 Dubufe si recò a Buenos Aires per un'importante mostra, ma prima che la nave giungesse in porto, egli morì improvvisamente a bordo.

Dubufe fu sepolto a Parigi nel cimitero di Père-Lachaise, dove la sua tomba fu progettata dall'architetto Jean Camille Formigé (1845-1926). Il comitato che si occupava della realizzazione del sepolcro incaricò inoltre lo scultore Paul Albert Bartholomé (1848-1928), amico del defunto artista, di eseguire due bassorilievi ad ornamento della tomba stessa.

## Opere
Opere su carta

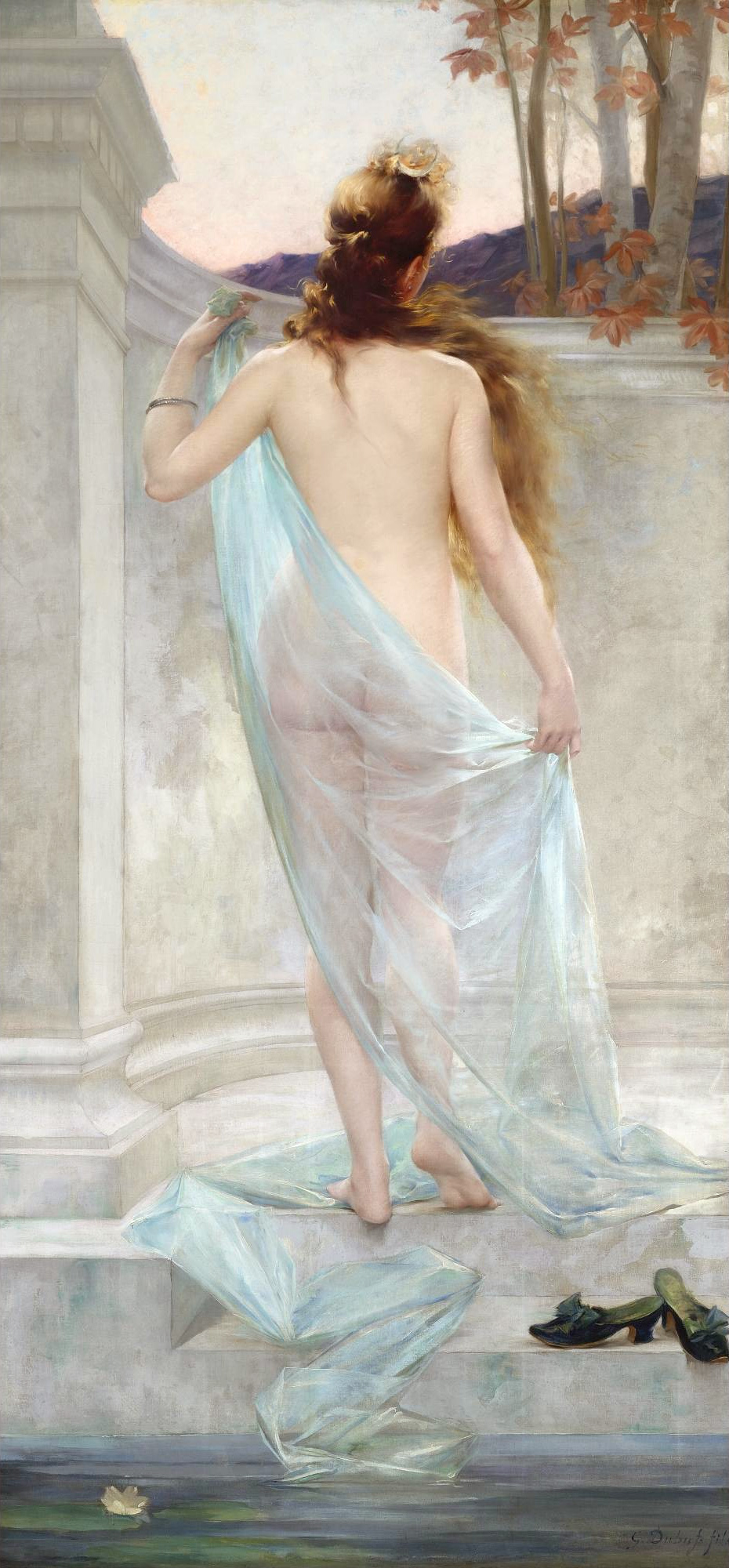
Diana esce dal bagno

- Limoges, prefettura del Limosino: 
  - L'Éveil, 1910,  pastello.
- Troyes, Museo di belle arti:
  - Nu féminin, 1882, carboncino, gesso bianco su carta bleu,
  - Portrait de Madame Roger Ballu, 1884, carboncino, gesso su carta bleu.
- Parigi, Louvre, Dipartimento di arti grafiche:
  - La Maison de la Vierge, 1889, mina di piombo, studio. Ripresa con il titolo L'Enfant, litografia, in L'Estampe moderne nel 1897,
  - Portrait de M.lle Claire du Loche, moglie di Charles Grandjean, 1883, acquarello,
  - Portrait en frise des cinq enfants de l'artiste, vus en buste à Capri, c.1890, acquarello,
  - Sainte-Cécile sous les traits d'une jeune fille vêtue d'une tunique,
  - Les Heures de la Vierge, inchiostro nero e colori,
  - Prière,
  - Tonnelle ensoleillée, avec un chien dormant, mina di piombo,
  - Escalier passant entre deux murets, mina di piombo,
  - Amour et Psyché, pastello.

Pitture su tela
- 1877 - La mort d'Adonis, coll.priv.
- 1877 - Étude de jeune fille nue, Museo di belle arti, Rouen
- 1878 - Sainte Cécile, Museo Roger Quilliot, Clermont-Ferrand
- 1881 - M.me Guillaume Dubufe, Museo d'Orsay, Parigi
- 1882 - Gabrielle Dubufe, coll.priv.
- 1882 - La musique sacrée et la musique profane, (dittico), Museo della Picardie, Amiens
- 1886 - Femme à Anacapri, coll.priv.
- 1889 - Cypris, coll.priv.
- 1890 - Petite fille à Capri, coll.priv.
- 1891 - Decorazione della Galleria Lobau nel Municipio di Parigi.
- 1892 - La maison de la Vierge, Museo d'Orsay
- 1892 - L'eau et le feu, coll.priv.
- 1895 - M.me de Beauchamps et ses enfants, Museo Sainte Croix, Poitiers
- 1896 - La République sauvegarde la Paix, soffitto della sala delle feste del Palazzo dell'Eliseo a Parigi.[14]
- 1896 - Allégorie de l'Art, sala delle feste dell'Eliseo, Parigi
- 1896 - Allégorie de la Science, sala delle feste dell'Eliseo, Parigi.
- 1897 - Et scientia quoque poesis erit, soffitto della Sorbona
- 1898 - Juliette et Mirelle Dubufe, coll.priv.
- 1900 - Lyon, grande sala del ristorante Le Train Bleu. Gare de Lyon, Paris
- Hôtel de ville de Saint-Mandé (Val-de-Marne), sei tele

## Fotografie
Fotografie realizzate a Capri, c.1890, e conservate al Museo d'Orsay:
- Trois petites filles sous une treille - (Tre bambine sotto un pergolato)
- Petite fille tenant un panier et paysanne assise devant une maison - (Bambina con paniere e contadina seduta davanti a una casa)
- Treille à Capri - (Pergolato a Capri)
- Deux enfants assis sur un mur dans une oliveraie - (Due bambini seduti su un muro in un oliveto)
- Petites paysannes avec des cruches - (Piccole contadine con delle brocche)

## Illustrazioni
- L'Aventurière, commedia in versi di Émile Augier, composizioni di Guillaume Dubufe, acqueforti di A. Morse, edizioni Calmann-Lévy, 1892.
- La Ciguë, commedia in versi di Émile Augier, composizioni di Guillaume Dubufe, acqueforti di A. Morse, edizioni Calmann-Lévy, 1893.
- Gabrielle, di Émile Augier, acqueforti da composizioni di Guillaume Dubufe, Parigi, edizioni Calmann-Lévy, 1894.
- Sapho, opera di Émile Augier, composizioni di Guillaume Dubufe, acqueforti di A. Morse, edizioni Calmann-Lévy, 1897.
- Le Joueur de flûte, commedia in un atto in versi di Émile Auger, illustrata con sei composizioni all'acquaforte da A. Morse, da disegni di Guillaume Dubufe, 1897.
- Un homme de bien, commedia in versi di Émile Augier, composizioni di Guillaume Dubufe, acqueforti di A. Morse, edizioni Calmann-Lévy, 1897.

## Pubblicazioni
- La Valeur de l'Art, edizioni E. Flammarion, « Bibliothèque de philosophie scientifique », 1908.

## Opere esposte al Salon
Elenco parziale.
- 1877 : Étude de jeune fille nue, (Museo di belle arti di Rouen)
- 1881 : Portrait de M.me Guillaume Dubufe née Cécile Woog
- 1891 : La Cigale e La Fourmi
- 1893 : Portrait de M.me Dubufe
- 1906 : L'Amour et Psyché

## Mostre
Elenco parziale.
- 1894 : Prima « Exposition d'art photographique », Galerie Georges Petit, Parigi.
- Expo del 1900 di Parigi : Portrait de M.me Guillaume Dubufe née Cécile Woog e La Maison de la Vierge, (che gli valse una medaglia).
- Expo del 1904 di Saint Louis : La Maison de la Vierge.
- 1906 : « Paysages de Capri », Galerie Georges Petit, Parigi.
- 1908 : « Portraits d'hommes et de femmes célèbres », padiglione del Parco della Bagatelle, Parigi.
- 1910 : « Exposition rétrospective de l’œuvre de Guillaume Dubufe à la Société nationale des Beaux-Arts en 1910 », Parigi.
- 1988 : « Claude-Marie, Édouard et Guillaume Dubufe : portraits d'un siècle d'élégance parisienne », Delegazione per l'attività artistica della città di Parigi, municipi del 9º e 16º arrondissement.
- 2018 : « Claude-Marie, Édouard et Guillaume Dubufe (1790-1909), la peinture en héritage », dal 15 marzo al 24 giugno, Museo des Avelines, Saint-Cloud.

## Galleria d'immagini

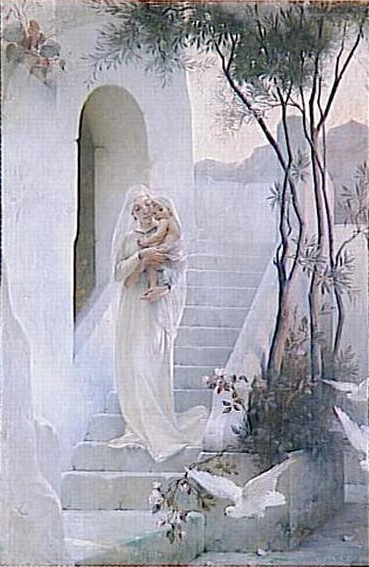
La casa di Maria
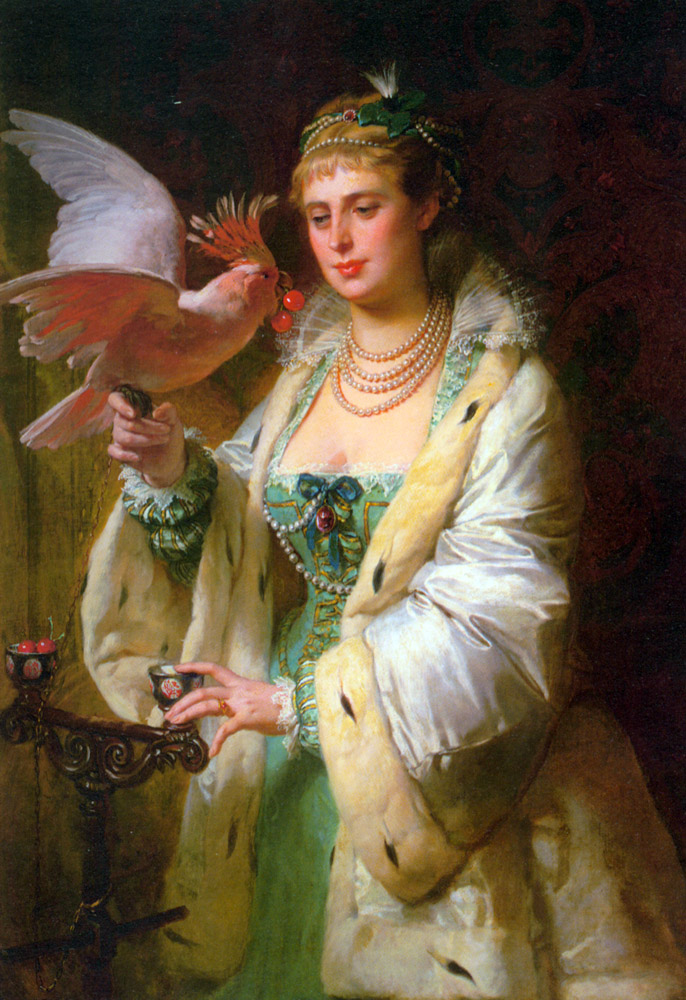
Una leccornia per il pappagallo
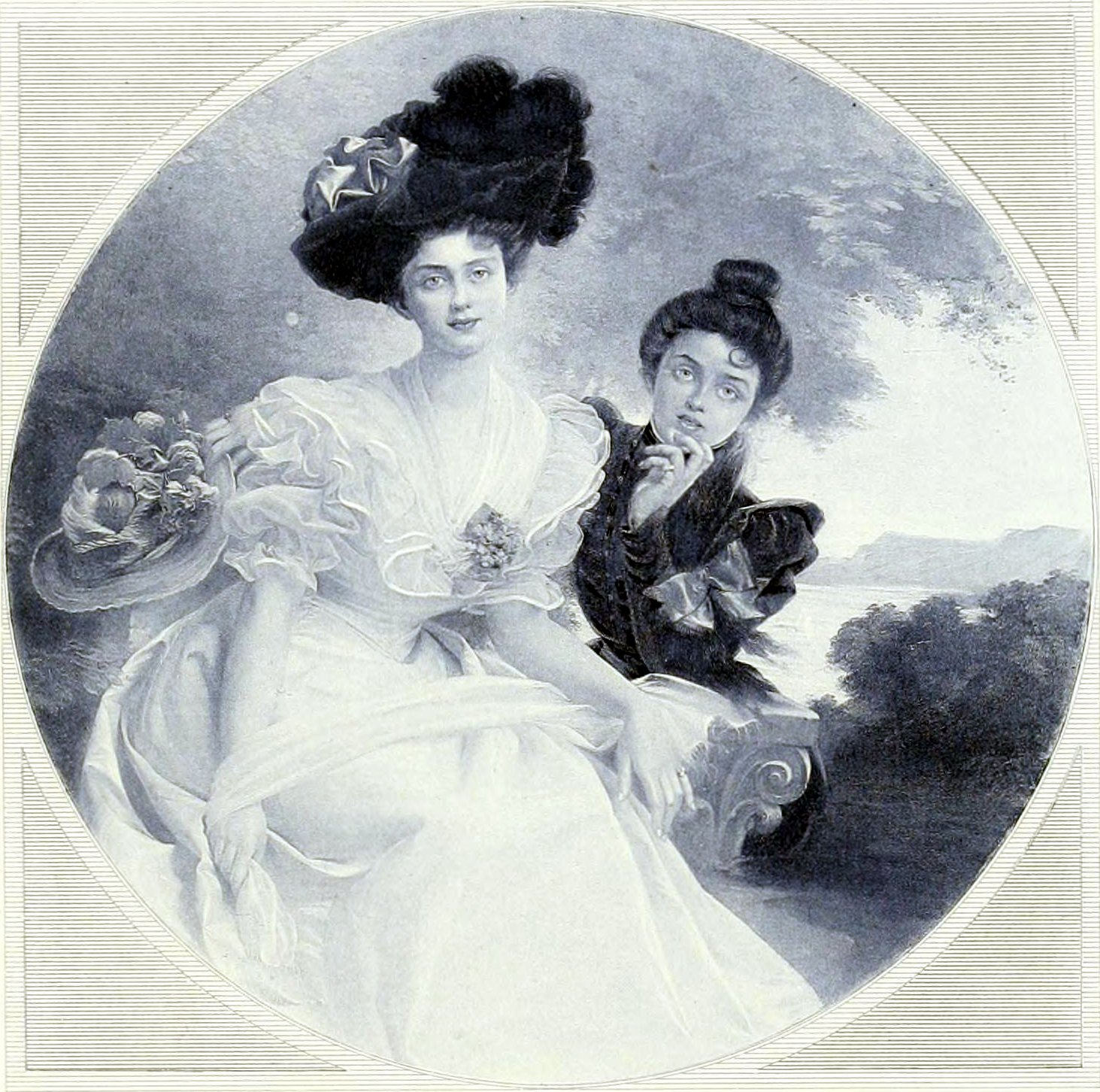
Le sorelle dell'artista
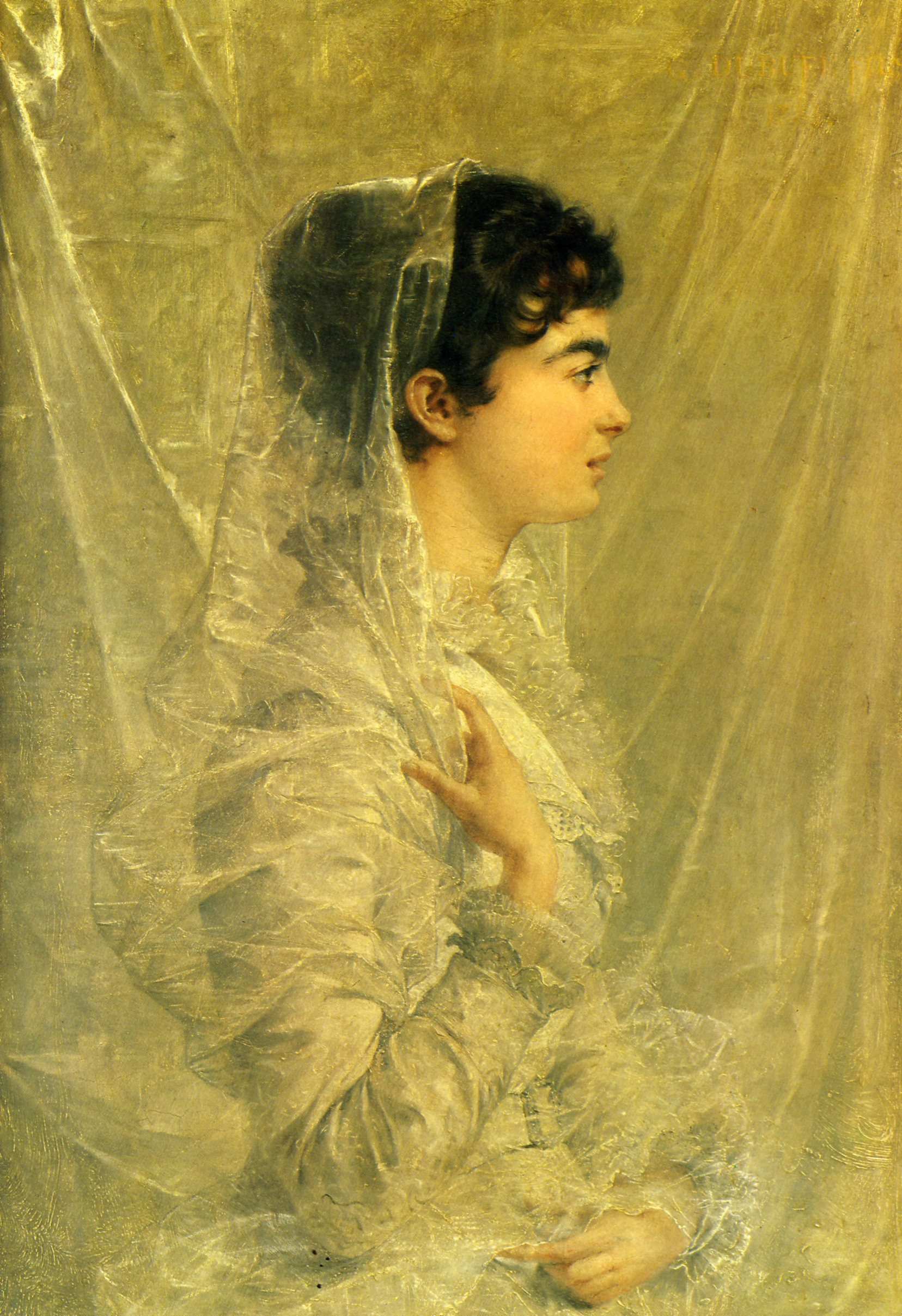
Cécile Dubufe
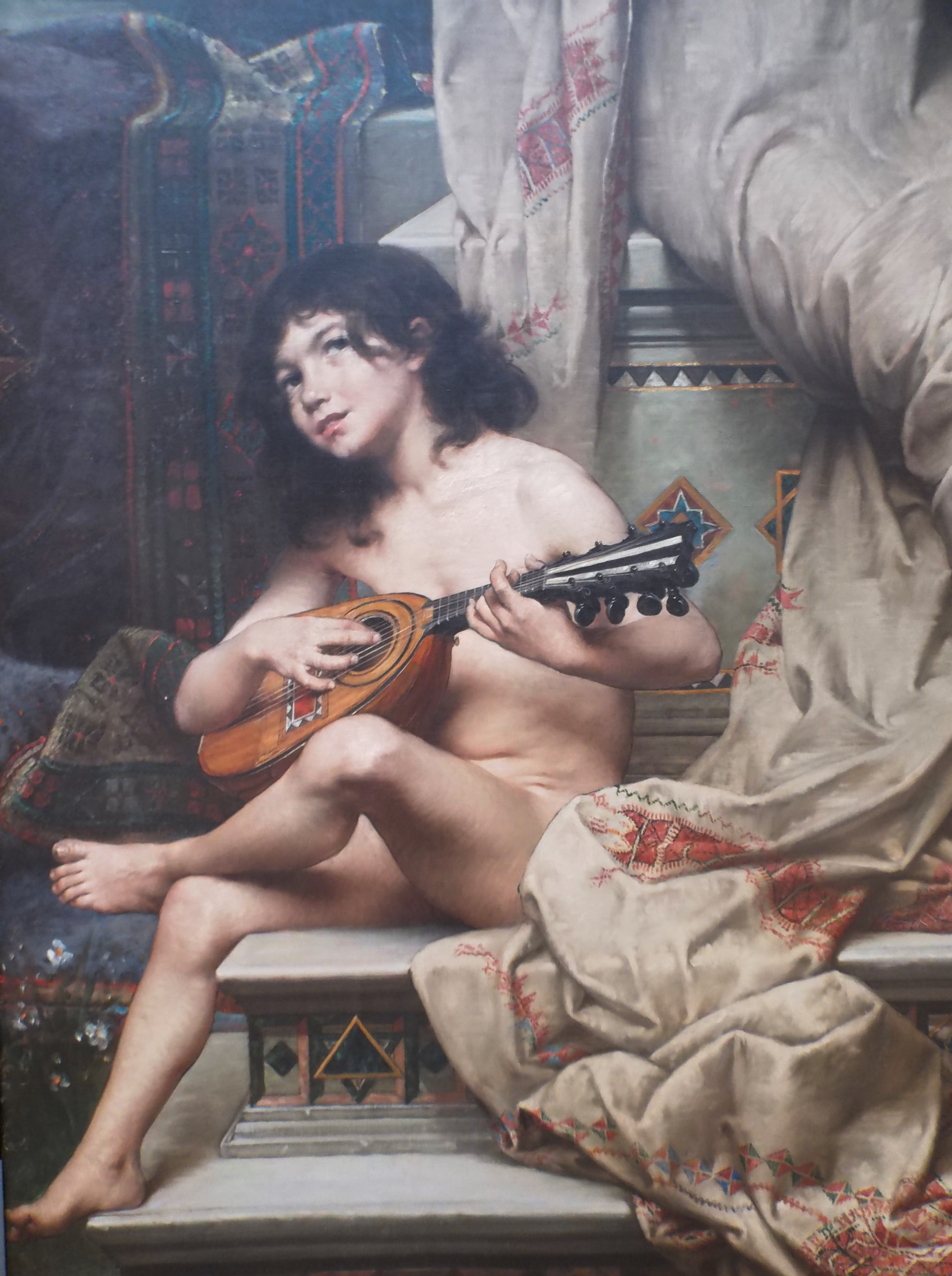
S. Cecilia, dettaglio